# Paul El Kharrat
Paul El Kharrat, né le 2 juin 1999 à Saint-Germain-en-Laye (Yvelines), est un écrivain, chroniqueur de radio et de télévision et candidat de jeu télévisé français.
Il se fait connaître en 2019 en participant 153 fois à l'émission Les Douze Coups de midi de TF1, ce qui fait de lui l'un des plus grands champions du jeu. 
Depuis 2020, il participe à l'émission Les Grosses Têtes présentée par Laurent Ruquier.

## Biographie

### Enfance, jeunesse et formation
Aîné d'une fratrie de trois enfants, Paul El Kharrat est né d'un père franco-marocain, Ali El Kharrat (علي الخراط), champion du Maroc du 3000 m steeple 1989 et champion de France vétéran de cross-country en 2006 et 2007,, et d'une mère travaillant dans l’administration. Au gré des mutations de cette dernière, il vivra à La Réunion, en Martinique, à Chartres en Eure-et-Loir, puis à Grenoble en Isère. Il a un frère, Ange, et une sœur, Louise.
À l'âge de trois ans, on lui détecte un handicap de nature cognitive, mais ce n'est qu'en 2015, à l'âge de 16 ans, qu'on le diagnostique du syndrome d'Asperger (autisme de haut niveau ou autiste Asperger).
Pendant sa scolarité, en lien avec sa particularité autistique, il se fait harceler à plusieurs reprises et se voit rejeté socialement. Finalement, pour être armé physiquement et pouvoir se défendre, il décide de pratiquer le judo, obtenant une ceinture verte. Il joue aussi au tennis.
Après avoir décroché le baccalauréat, il entame une licence en histoire à l'université Grenoble-Alpes,. En 2020, il déclare avoir arrêté ses études.

### Participation au jeuLes Douze Coups de midi
Après avoir passé des auditions à Chambéry où il n'a pas été retenu puis à Grenoble, il participe pour la première fois au jeu télévisé Les Douze Coups de midi sur TF1 le 29 avril 2019. Il y restera 153 jours, éliminé le 10 octobre suivant, et deviendra le cinquième plus grand maître de midi (deuxième à son époque), avec 691 522 € de gains et six étoiles mystérieuses,. Impressionnant avec ses nombreuses connaissances, notamment en histoire, géographie, littérature ou encore en politique, le candidat est aussi apprécié du public, par sa timidité qui se dissipe au fur et à mesure des émissions, ainsi qu'avec son humour,.
Il déclarera a posteriori : « Cette émission a changé ma vie. Je ne m’attendais pas à faire autant de participations, et attirer autant l’admiration et le respect du public. »
Son parcours est rediffusé du 29 avril au 11 mai 2020 pendant le premier confinement national en raison de la pandémie de Covid-19.
Le 20 juillet 2024, il participe à une édition spéciale des Douze Coups de midi intitulée « La 5000e, le maître des maîtres ». Opposé à d'autres anciens candidats, Paul El Kharrat remporte cet épisode unique du programme,.

### Carrière d'écrivain
En 2020, Paul El Kharrat publie son autobiographie intitulée Ma 153e victoire, préfacée par Jean-Luc Reichmann, dans laquelle il revient sur son parcours télévisé et sa vie avec le syndrome d'Asperger.
En fin d'année 2021, il publie un nouveau livre, Crimes et mystères de Paris, où il retrace la chronologie de plusieurs affaires criminelles de la capitale de la Révolution française aux années 1960, notamment l'ogresse de la Goutte-d'or, l'assassinat de Marius Plateau,.
En octobre 2022, il publie son troisième livre, Bienvenue dans mon monde où il raconte la découverte tardive de son autisme et les difficultés de sa vie d'autiste.

### Activités audiovisuelles
Le 20 novembre 2020, il devient sociétaire des Grosses Têtes sur RTL,. Il prend part également à des émissions sur France 2 à partir de 2021.
Le 5 juin 2021, il participe au jeu Le club des invincibles où des personnalités et des champions de jeux télévisés s'affrontent sur des questions de culture générale. La même année, il participe à Fort Boyard en compagnie des chanteurs Dave et Jérémy Frérot, des animatrices Elsa Fayer et Carinne Teyssandier ainsi que du candidat de Koh-Lanta : Les Armes secrètes Vincent Blier, mais l'aventure de l'équipe se conclut par une défaite. Ils remportent 4 500 € (3 000 € de gain minimal + 1 500 € de bonus) pour la Fondation Frédéric Gaillanne.
Durant l'été 2022, il participe à la première saison de l'émission Les Traîtres sur M6. Il apparaît dans la saison 3 de l'émission Jeu de la scolarité de Pierre Croce, où il gagne avec Joyce Jonathan[Quand ?].
En 2023, il participe à l'émission de télé-réalité Bienvenue au monastère, filmée au sein du couvent Saint-Dominique de Corbara en Corse et diffusée début 2024 sur C8.

## Synthèse des émissions

### Télévision

#### Chroniqueur
- Depuis 2021 : Les Grosses Têtes sur France 2 et Paris Première : sociétaire
- 2023-2024 : Camille & images sur TF1.

#### Participant/candidat
- 2019 : Les Douze Coups de midi sur TF1 : 153 participations
- 2021-2023, 2025 : Le Quiz des Champions sur France 2
- 2021 : Le Club des invincibles sur France 2
- 2021 : Fort Boyard sur France 2
- 2022 : Le Grand Quiz sur TF1
- 2022 : Les Traîtres (saison 1) sur M6
- 2023 : Qui peut nous battre ? sur M6
- 2024 : Bienvenue au monastère sur C8
- 2024 : Les 12 Coups de midi « La 5000e - Le Maître des Maîtres » : gagnant
- 2024 : Que le meilleur gagne sur M6
- 2025 : Le Grand Concours sur TF1

### Radio
- Depuis 2020 : Les Grosses Têtes, émission quotidienne sur RTL : sociétaire.

## Engagements
Grâce à sa popularité, Paul El Kharrat est devenu un des représentants de la cause des Asperger dans les médias,, à l'instar de Josef Schovanec dont il admire le travail,.
Il se déclare « profondément écologiste » et « engagé dans la protection de l'environnement et la cause animale ». Il est ainsi membre adhérent à la WWF depuis février 2017.

## Publications
- Ma 153e victoire (préf. Jean-Luc Reichmann), HarperCollins, 2020, 192 p. (ISBN 9791033907213, présentation en ligne), édition poche septembre 2021
- Crimes et mystères de Paris, HarperCollins, 2021, 336 p. (ISBN 979-1033909859, présentation en ligne), édition poche octobre 2022
- Bienvenue dans mon monde : Moi, Paul, autiste asperger, HarperCollins, 2022, 192 p. (ISBN 979-1033913290, présentation en ligne), édition poche septembre 2023
- Le Défi ! 150 quiz et jeux de culture générale pour toute la famille, HarperCollins, 2023
- Crimes et mystères de France, HarperCollins, 2023, 336 p. (ISBN 979-1033915249), édition poche mai 2024, 368 p.
- Atypiques ! : un dialogue mère-fils pour mieux comprendre l'autisme (co-écrit avec Sophie El Kharrat), HarperCollins, 2025, 250 p. (ISBN 979-1033920694, présentation en ligne), édition poche avril 2025